# Beigebröstad solfågel
Beigebröstad solfågel (Chalcomitra adelberti) är en fågel i familjen solfåglar inom ordningen tättingar.

## Utseende och läte
Hane beigebröstad solfågel är en vacker och omisskännlig fågel, med ljusgul strupe, glittrande grönt på hjässa och haka, ett svart bröstband och kastanjebrun buk. Färgen på ovansidan varierar geografiskt, från kastanjebrunt i väst till svartbrunt i öst. Honan har ett svagt ögonbrynsstreck och kraftigt streckad undersida. Den liknar hona praktsolfågel men har kortare näbb. Bland lätena hörs högljudda "chee-uu" och sången består av en serie gnissliga visslingar i ett enkelt mönster.

## Utbredning och systematik
Beigebröstad solfågel förekommer i Västafrika. Den delas upp i två underarter med följande utbredning:
- Chalcomitra adelberti adelberti – Sierra Leone till Ghana
- Chalcomitra adelberti eboensis – Togo till sydöstra Nigeria

## Levnadssätt
Beigebröstad solfågel hittas i låglänt regnskog, galleriskog, plantage och trädgårdar.

## Status
Arten har ett stort utbredningsområde och beståndet anses stabilt. Internationella naturvårdsunionen IUCN listar den därför som livskraftig (LC).

## Namn
Fågelns vetenskapliga artnamn hedrar Marie Charles Adelbert le Barbier de Tinan (1803-1876), viceadmiral i franska flottan, upptäcktsresande och samlare av specimen.